# Baczków (województwo lubelskie)
Baczków – wieś w Polsce położona w województwie lubelskim, w powiecie łukowskim, w gminie Wola Mysłowska.
| SIMC    | Nazwa     | Rodzaj    |
| ------- | --------- | --------- |
| 0695663 | Chojniak  | kolonia   |
| 0695628 | Helenówka | część wsi |

Wieś szlachecka położona była w drugiej połowie XVI wieku w powiecie garwolińskim  ziemi czerskiej województwa mazowieckiego. W latach 1975–1998 miejscowość administracyjnie należała do województwa siedleckiego.
Wieś stanowi sołectwo w gminie Wola Mysłowska. Według Narodowego Spisu Powszechnego z roku 2011 wieś liczyła 232 mieszkańców.
Wierni Kościoła rzymskokatolickiego należą do parafii św. Anny w Zwoli Poduchownej.